# Bohatyrowo II
Bohatyrowo II – dawna wieś. Tereny, na których leżała, znajdują się obecnie na Białorusi, w obwodzie witebskim, w rejonie szarkowszczyński, w sielsowiecie Łużki.

## Historia
W czasach zaborów okolica szlachecka w powiecie dzisieńskim, w guberni wileńskiej Imperium Rosyjskiego.
W latach 1921–1945 okolica szlachecka a następnie wieś leżała w Polsce, w województwie wileńskim, w powiecie dziśnieńskim, w gminie Łużki.
Według Powszechnego Spisu Ludności z 1921 roku zamieszkiwały tu 52 osoby, wszystkie były wyznania rzymskokatolickiego i zadeklarowały polską przynależność narodową. Było tu 16 budynków mieszkalnych. W 1931 w 8 domach zamieszkiwało 60 osób.
Wierni należeli do parafii rzymskokatolickiej i prawosławnej w Łużkach. Miejscowość podlegała pod Sąd Grodzki w Łużkach i Okręgowy w Wilnie; właściwy urząd pocztowy mieścił się w Łużkach.